# Sisyra minuta
Sisyra minuta is een insect uit de familie sponsvliegen (Sisyridae), die tot de orde netvleugeligen (Neuroptera) behoort. De soort komt voor in Brazilië.